# ری مک‌کری
ری مک‌کری (انگلیسی: Ray McCarey؛ ‏ ۶ سپتامبر ۱۹۰۴ – ۱ دسامبر ۱۹۴۸) کارگردان فیلم اهل ایالات متحده آمریکا بود. وی بین سال‌های ۱۹۲۶ تا ۱۹۴۸ میلادی فعالیت می‌کرد.
از فیلم‌هایی که وی در آن‌ها نقش داشته‌است، می‌توان به تومالیو، روابط نزدیک، در شیرینی‌فروشی، زود گمشید بیرون!، زحمت را کم کن، بلندپرواز باش و آتلانتیک سیتی اشاره نمود.